# بو كدره
بو كدره هو حي صغير يقع في الجهة الجنوبية من إمارة دبي في الإمارات العربية المتحدة بالقرب من نقطة التقاء رأس الخور مع طريق العين - دبي وهي تقع بجوار منطقة رأس الخور الصناعية وبالقرب من محمية رأس الخور للحياة الفطرية، وبلغ عدد سكانها (117) نسمة في العام 2023 بكثافة سكانية تعادل (67) فرد/كم² بحسب بيانات مركز دبي للإحصاء. تتميز بوكدرة بشبكة طرق وتقاطعات وجسور ذات ارتباط جيد مع مع الشوارع الرئيسية في إمارة دبي وبالتالي يسهل الوصول منها إالى مختلف المناطق والمرافق الخدمية والمعالم البارزة. وقد تمت تسمية المنطقة بوكدرة نسبة إلى سعيد بوكدرة الذي استشهد أثناء التصدي لهجوم غزاة على المنطقة في الفترة مابين 1984 و1906 بينما كانت تعرف قديماً بالجتابية.